# 決戰少林
是一部美國時代華納公司旗下卡通頻道推出的動畫劇集。

## 故事簡介
少林神龍傳人走遍世界各地，尋找具有神聖力量的武器「聖功武」。他們靠着一身的好功夫找回聖功武，不讓它落入邪惡國度的手中。

## 角色

### 主要角色
- 歐明（Omi）：水龍傳人。本劇中心人物，於少林寺長大，在開始尋找聖功武前從沒離開少林寺，對外面的世界既好奇又陌生。無論怎樣都總是全力以赴。有些自大。
- 雷盟主（Raimundo Pedrosa）：風龍傳人。來自巴西，喜歡淘氣的惡作劇，也是眾人的開心果。他是少林神龍的徒弟裏，最心不在焉的一個。
- 姬美子（Kimiko Tohomiko）：火龍傳人。來自日本東京的千金大小姐，十分愛面子，有空時會玩電子遊戲機。（很香）
- 柯磊 （Clay Bailey）：土龍傳人。來自美國德克薩斯州的牛仔，但精通太極，擁有樸實，不做作的智慧。
- 多者 （Dojo Kanojo Cho）：平常只有壁虎一般大，在必要時可以化身為40英尺長的巨龍。他心不甘情不願地成為少林神龍傳人的守護老龍，十分喜歡祖師爺。
- 師公 （Master Fung）：少林寺住持，也是四位少林神龍傳人的師父，經常循循善誘地教導四位徒弟。

### 友方
- 祖師爺大熹：本劇歷史人物，少林寺的祖師爺，1500年前將烏鴉封印在機關寶盒中，只出現在過去，曾和好友方丈大師、追風山人一起封印烏鴉。
- 方丈大師（Master Guan）：又稱關師公，轟動武林的武林高手，1500年前是祖師爺大熹和追風山人的朋友，現在和追風山人卻完全對立。他的武器是無敵神矛，有很多支備用的，並且特別喜歡364號。第24集給歐明一支，第46集又給雷盟主一支。曾表示追風山人是因為想得到長生不老的秘方而棄明投暗，然而真相並非如此。
- 傑曼：歐明找蛇蟒之尾時認識的好朋友，居住於紐約，喜歡打籃球，曾被追風山人收買並教他功夫，具有不錯的功夫底子。
- 大富大貴：少林寺幫廚，常常偷吃但經常被師公抓到，最喜歡的聖功武是探囊取物。
- 掃地神僧：少林寺最強大的存在，但存在感非常低，雖然為少林寺的一員，但對聖功武沒興趣，不曾幫歐明等人的忙。

### 敵對角色
- 截使者（Jack Spicer）：任性的富家少爺，一直想統治全世界。專長為機械學，擁有自己的機器戰士部隊。雖然他想統治全世界，但自從在烏鴉出現後便毫無進展，並且變的十分弱懦。歐明的死對頭，搶走大部分的聖功武，因此他是歐明展開對決時固定的對手。
- 烏鴉（Wuya）：正式名稱為巫行道人，是1500年前的黑森林女巫，被祖師爺大熹封印在機關寶盒裏，一直到截使者在無意之中讓她的靈魂自由，從此為截使者的隨從。最後恢復人形，曾與食人魔竇畢恩聯手將追風山人打倒在地。
- 肯娜（Katnappe）：截使者的戰友。貓女，身手敏捷，十分狡猾、頑皮。姬美子的死對頭。
- 楚伯軍師（Tubbimura）：截使者的戰友。身穿一件紫色忍者裝，但太胖使得衣服有被撐開的現象。有時滿聰明，說話有口音。柯磊與雷盟主的死對頭。
- 獨眼巨人 （Cyclops）：十分巨大，身體呈紅色，被烏鴉召喚，只有一隻眼，能發射破壞光線。非常的笨，像個嬰兒，但會聽烏鴉的命令。
- 熊貓老大（PandaBubba）：香港黑社會老大，截使者曾用從少林寺偷竊而來的聖功武向他借貸。
- 追風山人（Chase Young）：通稱追風，是邪惡國度的天才大魔頭，1500年前是祖師爺大熹和方丈大師的好朋友，現在和方丈大師卻完全對立。協助封印烏鴉後受到食人魔竇畢恩誘惑喝下邪魔湯因而棄明投暗，但是之後卻把食人魔竇畢恩困在陰間。能變成邪龍。身邊有許多獅子老虎黑豹等大型貓科動物，全都是曾經戰敗並漸入魔道的戰士，對他唯命是從。歐明每當有無法解決的困難時幾乎都找他幫忙，然而他也多次幫助歐明，其實是因為看上歐明的功夫而想讓歐明加入邪惡國度。對聖功武沒興趣，每次對決時都不用聖功武，只憑真功夫。截使者的偶像之一，不過有一次截使者卻跟他展開對決。弱點是黑冥日蝕，居住於無處領土。
- 食人魔竇畢恩（Hannibal Roy Bean）：體型十分細小，像一粒紅豆，十分狡猾。雖名為「食人魔」，但他不會吃人。正是引誘追風山人棄明投暗的罪魁禍首，之後被追風山人困在陰間。後來被歐明無意間釋放，也跟追風山人完全對立，曾與烏鴉聯手將追風山人打倒在地。他的專用聖功武是搖身萬變，可以把他變成任何大小、也可以偽裝成別人。有時會騎着幽明鳥或控制着一副巨型裝甲代步。截使者的偶像之一。

## 集數
| 季數 | 集数 | 集数 | 首播日期      | 首播日期      |
| 季數 | 集数 | 集数 | 首映          | 季终          |
| ---- | ---- | ---- | ------------- | ------------- |
| 1    | 13   | 13   | 2003年11月1日 | 2004年5月15日 |
| 2    | 26   | 26   | 2004年9月11日 | 2005年5月21日 |
| 3    | 13   | 13   | 2005年9月17日 | 2006年5月13日 |

## 反應

### 評價
《決戰少林》在Kids' WB華納動畫天地大受歡迎，和其他針對6至14歲的兒童節目相比排名第一。

### 獎項和提名
| 年   | 獎項                 | 類別                                                              | 提名                                                                                  | 結果 | 來源  |
| ---- | -------------------- | ----------------------------------------------------------------- | ------------------------------------------------------------------------------------- | ---- | ----- |
| 2004 | 第31屆安妮獎         | Outstanding Character Design in an Animated Television Production | Matt Danner for Xiaolin Showdown                                                      | 提名 | [ 2 ] |
| 2004 | 第31屆日間時段艾美獎 | Outstanding Sound Editing — Live Action and Animation             | Tom Syslo, Timothy J. Borquez, Eric Freeman, Mark A. Keatts, Mark Keefer, Kerry Brody | 提名 | [ 3 ] |
| 2005 | 第31屆日間時段艾美獎 | Outstanding Sound Editing — Live Action and Animation             |                                                                                       | 獲獎 | [ 4 ] |
| 2005 | 第52屆年度金膠捲獎   | Best Sound Editing in Television: Animated                        | Dreamscape                                                                            | 提名 | [ 5 ] |
| 2006 | 第33屆日間時段艾美獎 | Outstanding Sound Editing — Live Action and Animation             |                                                                                       | 提名 | [ 6 ] |
| 2007 | 第34屆日間時段艾美獎 | Outstanding Sound Editing — Live Action and Animation             |                                                                                       | 提名 | [ 7 ] |

## 其他媒體

### 家庭媒體
華納兄弟在2007年2月20日發行第一季的雙碟DVD。2017年1月10日，亞馬遜公司取得該系列的家庭媒體播放權，第一季光碟的重印版和第二季的DVD按需要才生產的形式發行。2017年4月11日，第三季DVD也依按需要才生產的形式發行。

### 交換卡牌遊戲
威世智於2005年發行了以該系列為題材的卡牌交換遊戲，現已絕版。

### 電子遊戲
Konami開發了一款電子遊戲，於2006年11月14日在PlayStation 2、PlayStation Portable、Xbox、Nintendo DS等平台發售。

## 來源
1. ↑  Ball, Ryan. . Animation Magazine. November 14, 2003  [2009-12-20]. （原始内容存档于2019-12-13）.
2. ↑  . annieawards.org.   [June 19, 2021]. （原始内容存档于April 4, 2019）.
3. ↑   (PDF). National Academy of Television Arts & Sciences.   [May 4, 2004]. （原始内容存档 (PDF)于October 21, 2013）.
4. ↑   (PDF). National Academy of Television Arts and Sciences.   [2007-03-19]. （原始内容存档于17 March 2007）.
5. ↑  Baisley, Sarah. . Animation World Network. January 24, 2005  [June 19, 2021]. （原始内容存档于June 24, 2021）.
6. ↑   (PDF). National Academy of Television Arts and Sciences.   [2007-03-19]. （原始内容存档于3 April 2007）.
7. ↑  . National Academy of Television Arts and Sciences. June 15, 2007  [2007-06-16]. （原始内容 (PDF)存档于18 June 2007）.
8. ↑  , ASIN B000FFJYCA
9. ↑  , ASIN B01MZ33LHN
10. ↑  , ASIN B01N9KXFXE
11. ↑  , ASIN B06XT5X8YK
12. ↑  . Wizards of the Coast.   [30 January 2012]. （原始内容存档于29 January 2012）.

## 外部連結
- 互联网电影数据库（IMDb）上《決戰少林》的资料（英文）
- （中文）決戰少林
- （英文）Xiaolin Showdown Cartoon Network （页面存档备份，存于）